# Sark
Sark er den mindste af de fire store Kanaløer og en selvstyrende del af Guernsey fogeddømme (bailiwick). Sark anses ofte for at være den sidste feudalstat i Europa. Øen styres af en lensherre (Seigneur of Sark eller Dame of Sark). Mange af øens love, specielt relateret til arv og lensherrens myndighed, er uforandrede siden de blev vedtaget i 1565 under dronning Elisabeth 1..
Sark har imidlertid gennemgået en vis demokratisering i nyere tid. Mere magt er gradvist blevet placeret i en lovgivende forsamling (Chief Pleas), der består af 40 jordejere og 12 folkerepræsentanter.
Sark har en befolkning på omkring 600 personer. Øen er 4,8 km lang og 2,4 km på sit bredeste. Biler er forbudt; traktor og cykel er de eneste transportmidler på øen.